# Mechaniker für Land- und Baumaschinentechnik

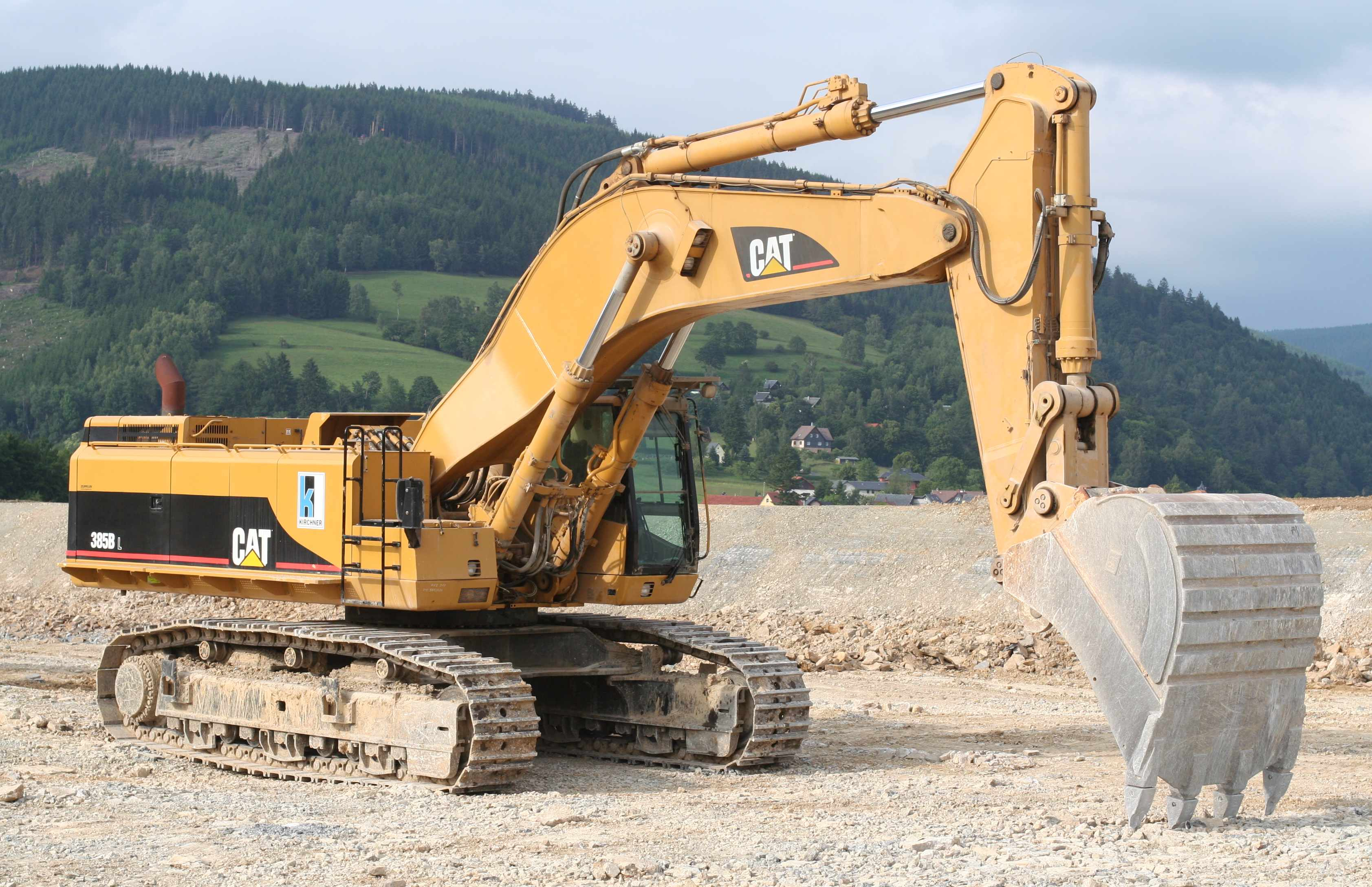
Typisches Arbeitsgerät eines Mechanikers für Land- und Baumaschinentechnik

Der Mechaniker für Land- und Baumaschinentechnik ist in Deutschland seit 2004 ein staatlich anerkannter Ausbildungsberuf nach Berufsbildungsgesetz und Handwerksordnung. Bei diesem Beruf handelt es sich um einen ehemaligen Ausbildungsberuf, der in Deutschland zum 1. August 2014 außer Kraft trat. Er wurde durch den Beruf Land- und Baumaschinenmechatroniker abgelöst. In Österreich nennt sich der Lehrberuf Land- und Baumaschinentechnik.

## Berufsbild
Mechaniker für Land- und Baumaschinentechnik arbeiten in Reparaturwerkstätten oder bei Herstellern von land-, bau- und forstwirtschaftlichen Maschinen. Hier reparieren und warten sie die Maschinen, Geräte, Anlagen und Fahrzeuge. Dazu gehören u. a. Schlepper, Bagger, aber auch Kleingeräte (z. B. Motorsägen, Rasenmäher).

## Ausbildungsdauer und Struktur
Die Ausbildungsdauer zum Mechaniker für Land- und Baumaschinentechnik beträgt in der Regel dreieinhalb Jahre. Die Ausbildung erfolgt an den Lernorten Betrieb und Berufsschule. In Österreich beträgt die Ausbildungsdauer für den Lehrberuf Land- und Baumaschinentechniker ebenfalls dreieinhalb Jahre und wird in Form einer dualen Ausbildung praktiziert.

## Geschichte
Der Beruf startete ursprünglich im Jahr 2003 mit der Berufsbezeichnung „Mechaniker für Landmaschinentechnik“, um den veralteten Ausbildungsberuf Landmaschinenmechaniker aus dem Jahr 1989 zu ersetzen.
Da sich die Hersteller und Werkstätten von Baumaschinen in dieser Berufsbezeichnung jedoch nicht wiederfanden, wurde die Berufsbezeichnung am 16. August 2004 in „Mechaniker für Land- und Baumaschinentechnik“ geändert (vgl. BGBl. Teil I. Nr. 44 S. 2193 vom 24. August 2004). Der Verordnungstext aus dem Jahr 2003 sah noch eine traditionelle Zwischenprüfung sowie eine herkömmliche Abschlussprüfung vor, bei der mittels einer Erprobungsverordnung die Gestreckte Abschlussprüfung erprobt wurde. 2008 wurde die Erprobung in Dauerrecht überführt.

## Arbeitsgebiete
Mechaniker für Land- und Baumaschinentechnik sorgen dafür, dass Land- und Baumaschinenfahrzeuge einwandfrei funktionieren. Sie führen Wartungsarbeiten, Fehlerdiagnosen und Instandsetzungsarbeiten an diesen Maschinen durch. Dies beinhaltet mechanische, elektronische, mechatronische, pneumatische und hydraulische Systeme. Sie finden ihren Arbeitsplatz bei Herstellern von Land- und Baumaschinenfahrzeugen und sind in einer Werkstatt oder vor Ort beim Kunden tätig.